# Dan Cleary (calciatore)
Daniel Cleary, detto Dan (Dublino, 9 marzo 1996), è un calciatore irlandese, difensore dello Shamrock Rovers.

## Palmarès

### Club

#### Competizioni nazionali
- Campionato irlandese: 2

Dundalk: 2018, 2019
- Coppa d'Irlanda: 2

Dundalk: 2018, 2020
- Coppa di Lega irlandese: 1

Dundalk: 2019
- Supercoppa d'Irlanda: 1

Dundalk: 2019, 2021